# USS Grayling (SS-209)
USS Grayling (SS-209) là một  tàu ngầm lớp Tambor được Hải quân Hoa Kỳ chế tạo ngay trước Chiến tranh Thế giới thứ hai. Nó là chiếc tàu chiến thứ tư của Hải quân Hoa Kỳ được đặt cái tên này, theo tên một chi cá nước ngọt thuộc họ Cá hồi. Nó đã phục vụ trong Thế Chiến II, thực hiện được tám chuyến tuần tra và đánh chìm năm tàu Nhật Bản với tổng tải trọng 20.575 tấn. Con tàu mất tích trong chuyến tuần tra cuối cùng tại khu vực Manila vào khoảng ngày 9 tháng 9, 1943 mà không rõ nguyên nhân. Grayling được tặng thưởng sáu Ngôi sao Chiến trận do thành tích phục vụ trong Thế Chiến II.

## Thiết kế và chế tạo
Lớp Tambor có nhiều đặc tính được cải tiến so với tàu ngầm lớp Sargo dẫn trước. Hình dạng thân tàu được làm suôn thẳng hơn để đạt tốc độ nhanh hơn, và thùng lặn khẩn cấp được trang bị lại giúp con tàu lặn xuống nhanh hơn. Hệ thống động lực toàn diesel-điện được áp dụng, và giải quyết được sự cố chập mạch trước đây. Nó trang bị động cơ Fairbanks-Morse Kiểu 38D8-⅛ 9-xy lanh chuyển động đối xứng, dẫn động máy phát điện, và động cơ điện kết nối với trục chân vịt qua hộp số giảm tốc.
Lần đầu tiên đối với tàu ngầm Hoa Kỳ, lớp Tambor có đến mười ống phóng ngư lôi gồm sáu trước mũi và bốn phía đuôi. Hiệu quả tác chiến được cải thiện nhờ bố trí lại người vận hành sonar và máy tính dữ liệu ngư lôi vào một tháp chỉ huy lớn hơn, cho phép trao đổi trực tiếp với hạm trưởng, cùng một kính tiềm vọng kiểu mới có đầu nhỏ hơn giúp khó bị phát hiện. Thoạt tiên được chỉ được trang bị pháo 3 in (76 mm)/50 caliber, boong tàu được gia cố sẵn đủ để lắp đặt pháo cỡ 5 in (130 mm)/51 caliber khi tình huống tác chiến đòi hỏi; nên trong đợt đại tu vào cuối năm 1942, Grayling được nâng cấp lên cỡ pháo 5-inch.
Grayling được đặt lườn tại Xưởng hải quân Portsmouth ở Kittery, Maine vào ngày 15 tháng 12, 1939. Nó được hạ thủy vào ngày 4 tháng 9, 1940, được đỡ đầu bởi bà Marion Barnes Bryant Leary, phu nhân Chuẩn đô đốc Herbert F. Leary, và được cho nhập biên chế cùng Hải quân Hoa Kỳ vào ngày 1 tháng 3, 1941 dưới quyền chỉ huy của Hạm trưởng, Thiếu tá Hải quân Eliot Olsen.

## Lịch sử hoạt động

### 1941
Trong giai đoạn chạy thử máy và huấn luyện, vào ngày 20 tháng 6, 1941, Grayling được huy động vào việc tìm kiếm tàu ngầm O-9 (SS-70) vốn đã không trở lên mặt nước sau khi thực hành lặn ngoài khơi Isles of Shoals. O-9 sau cùng được tìm thấy dưới đáy biển ở độ sâu 450 ft (140 m) nhưng mọi nỗ lực cứu hộ đã thất bại.
Gia nhập Hạm đội Đại Tây Dương, Grayling lên đường vào ngày 4 tháng 8 cho chuyến đi chạy thử máy đến Morehead City, North Carolina và St. Thomas, quần đảo Virgin, và quay trở về Xưởng hải quân Portsmouth vào ngày 29 tháng 8. Hoàn tất việc nghiệm thu, nó lên đường vào ngày 17 tháng 11 để đi sang khu vực Thái Bình Dương, băng qua kênh đào Panama vào ngày 3 tháng 12 và đi đến San Diego, California vào ngày 10 tháng 12. Nó khởi hành một tuần sau đó để đi sang khu vực quần đảo Hawaii.

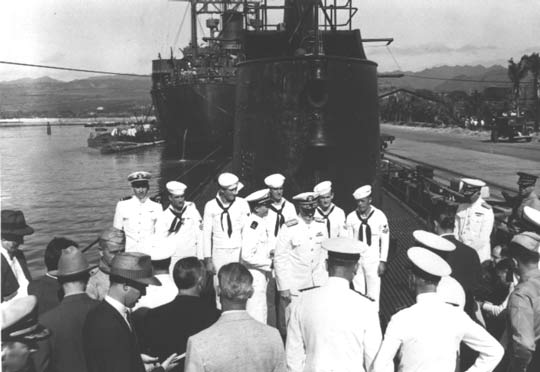
Đô đốc Chester Nimitz tiếp nhận chỉ huy Hạm đội Thái Bình Dương vào ngày 31 tháng 12, 1941 trên chiếc Grayling (SS-209)

Sau khi đi đến Trân Châu Cảng vào ngày 24 tháng 12, Grayling có vinh dự được chọn để tổ chức lễ nhậm chức của Tổng tư lệnh mới Hạm đội Thái Bình Dương vào ngày 31 tháng 12. Nghi thức này thường diễn ra trên một thiết giáp hạm, nhưng mọi thiết giáp hạm của hạm đội đều đã bị đánh chìm hoặc hư hại sau vụ tấn công Trân Châu Cảng hơn ba tuần trước đó. Vào ngày này Đô đốc Chester Nimitz treo cờ hiệu của mình bên trên USS Grayling trong cương vị Tổng tư lệnh Hạm đội Thái Bình Dương, khởi đầu chặng đường gian nan để giành chiến thắng chung cuộc tại Mặt trận Thái Bình Dương trong Thế chiến thứ hai.

### 1942

#### Chuyến tuần tra thứ nhất
Grayling lên đường vào ngày 5 tháng 1, 1942 cho chuyến tuần tra đầu tiên trong chiến tranh tại khu vực phía Bắc quần đảo Gilbert. Nó không đánh chìm được tàu đối phương nào, và quay trở lại Trân Châu Cảng vào ngày 7 tháng 3.

#### Chuyến tuần tra thứ hai
Trong chuyến tuần tra thứ hai từ ngày 27 tháng 3 đến ngày 16 tháng 5, Grayling hoạt động dọc bờ biển chính quốc Nhật Bản. Nó đã đánh chìm tàu chở hàng Ryujin Maru (6.243 tấn) ở vị trí về phía Tây Nam đảo Shikoku, tại tọa độ 31°51′B 132°50′Đ / 31,85°B 132,833°Đ vào ngày 13 tháng 4, và kết thúc chuyến tuần tra tại Trân Châu Cảng.

#### Trận Midway
Vào cuối tháng 5 và đầu tháng 6, mọi tàu ngầm sẵn có thuộc Lực lượng Tàu ngầm Thái Bình Dương đều được tung ra để đối phó với hạm đội Nhật Bản đang tiếp cận Midway. Trong thành phần Đội đặc nhiệm 7.1, Grayling được bố trí trên tuyến tuần tra về phía Tây hòn đảo san hô này, nhằm trinh sát sự di chuyển của đối phương. Vào ngày 7 tháng 6, một tốp 12 máy bay ném bom B-17 Flying Fortress Không lực nhìn thấy Grayling di chuyển trên mặt nước, nhưng nhận định nhầm là tàu đối phương, và ba chiếc B-17 đã ném 20 quả bom 1.000 lb (454 kg) thả từ độ cao 10.000 ft (3.048,000 m), tất cả đều bị trượt. Grayling phải lặn khẩn cấp để né tránh, nhưng các đội bay B-17 tự nhận đã đánh chìm một tàu tuần dương hạng nặng Nhật Bản chỉ trong vòng 15 giây.

#### Chuyến tuần tra thứ ba
Để hỗ trợ cho Chiến dịch quần đảo Solomon, Hải quân Hoa Kỳ dự định phong tỏa Truk bằng tàu ngầm. Vì vậy Grayling bắt đầu chuyến tuần tra thứ ba từ ngày 14 tháng 7 để hoạt động chung quanh căn cứ hải quân chủ lực này của Hải quân Nhật. Nó đã gây hư hại cho một tàu ngầm đối phương vào ngày 13 tháng 8, nhưng bị buộc phải quay trở về Trân Châu Cảng vào ngày 26 tháng 8 do rò rỉ thùng nhiên liệu.

#### Chuyến tuần tra thứ tư
Sau khi được sửa chữa và trang bị bổ sung radar tại Trân Châu Cảng, Grayling lên đường vào ngày 19 tháng 10 cho chuyến tuần tra thứ tư. Vào ngày 10 tháng 11, trong khi đi trên mặt nước, nó phát hiện một tàu chở hàng nhỏ lúc 22 giờ 35 phút, và đã phóng ngư lôi tấn công. Tàu đánh cá vũ trang Sendai Maru (422 tấn) trúng ngư lôi, vỡ làm đôi và đắm hầu như ngay lập tức ở vị trí 38 nmi (70 km) về phía Tây Nam Truk, tại tọa độ 07°12′B 150°47′Đ / 7,2°B 150,783°Đ, với tổn thất toàn bộ 10 thành viên thủy thủ đoàn trên tàu. Đến ngày 3 tháng 12, nó tiếp tục phá hủy một thuyền buồm bằng hải pháo tại vị trí phía Tây đảo Seram, tại tọa độ 03°00′N 128°00′Đ / 3°N 128°Đ. Nó kết thúc chuyến tuần tra và đi đến Fremantle, Australia, là căn cứ hoạt động tàu ngầm mới của Hạm đội Thái Bình Dương, vào ngày 13 tháng 12.

### 1943

#### Chuyến tuần tra thứ năm

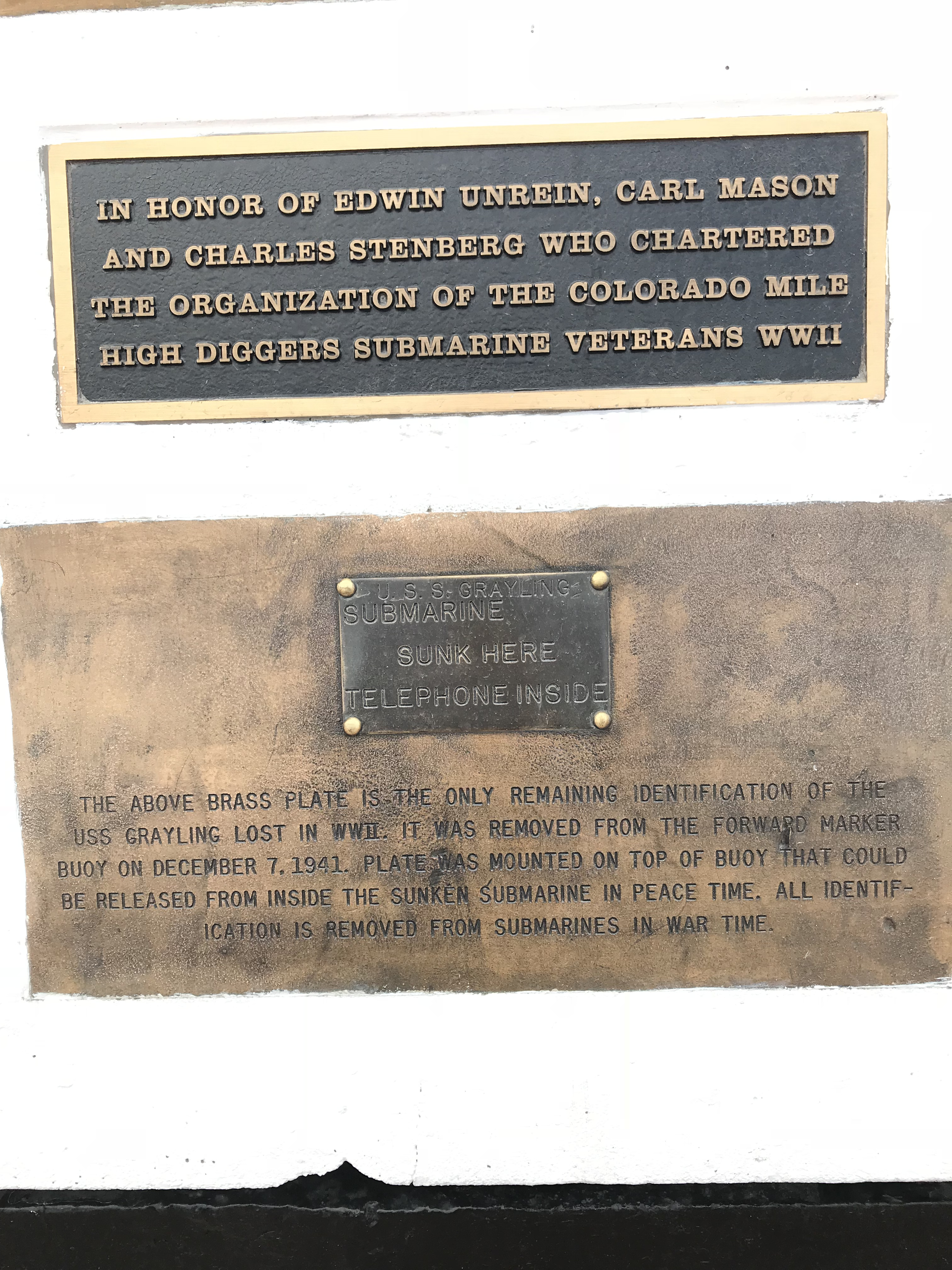
Biển tưởng niệm USS Grayling (SS-209)

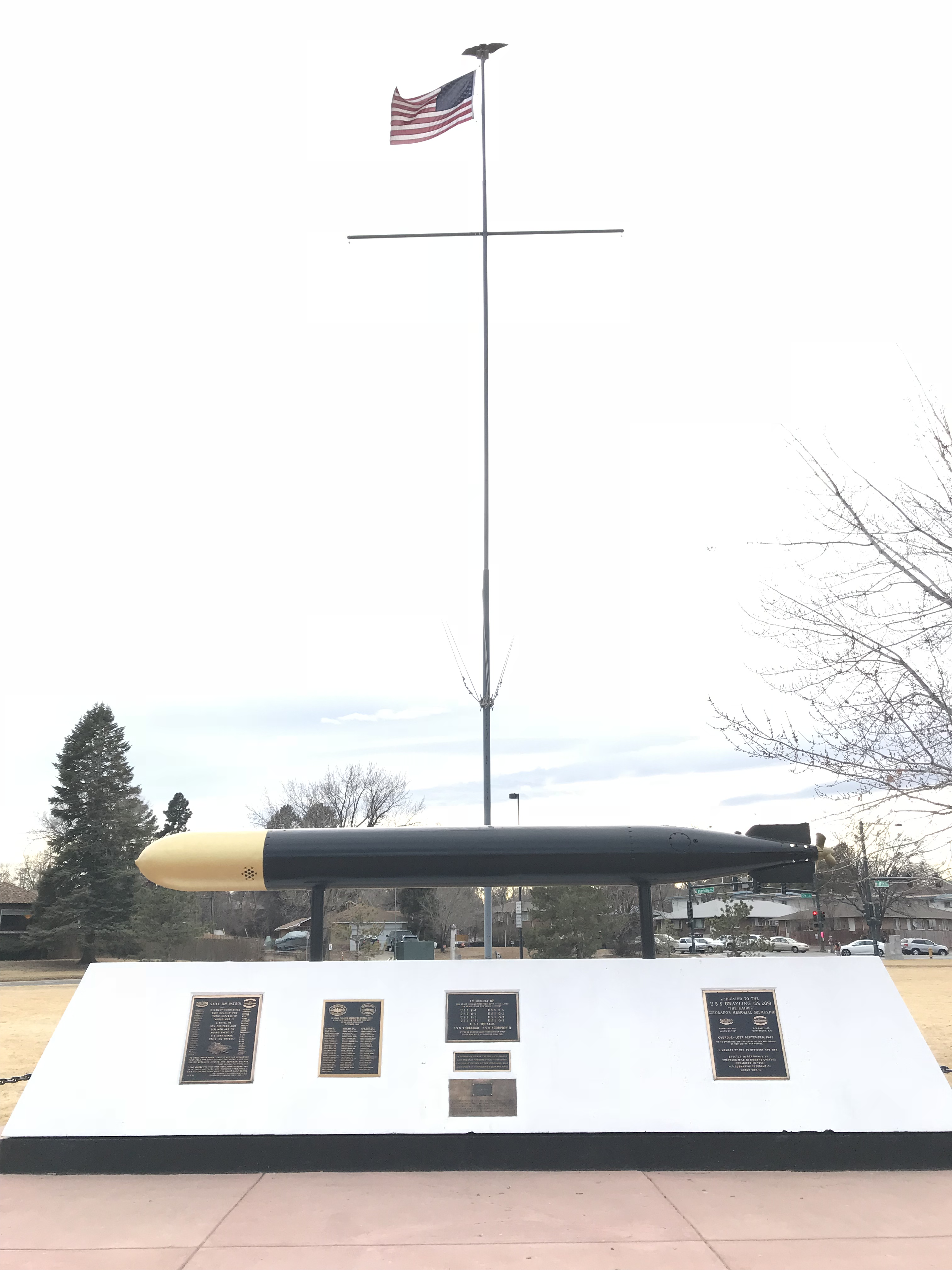
Đài tưởng niệm USS Grayling (SS-209)

Trong chuyến tuần tra thứ năm từ ngày 7 tháng 1 xuất phát từ Fremantle, Grayling hoạt động tại vùng biển Philippines. Nó đã phóng ngư lôi đánh chìm tàu chở hàng Ushio Maru (749 tấn) ở vị trí về phía Tây Luzon, tại tọa độ 13°26′B 121°16′Đ / 13,433°B 121,267°Đ vào ngày 26 tháng 1, rồi gây hư hại cho một chiếc khác vào ngày hôm sau. Chiếc tàu ngầm còn phá hủy một thuyền buồm vào ngày 24 tháng 2 trước khi quay trở về Fremantle.

#### Chuyến tuần tra thứ sáu
Khởi hành từ Fremantle, Australia vào ngày 26 tháng 3 cho chuyến tuần tra thứ sáu, Grayling hoạt động tại các khu vực Tarakan, Borneo và eo biển đảo Verde Philippines. Ngoài khơi Mindoro lúc 06 giờ ngày 9 tháng 4, nó phóng ba quả ngư lôi tấn công một tàu buôn, và hai quả trúng đích đã làm hư hại chiếc Shanghai Maru (4.102 tấn). Chiếc tàu ngầm phóng bồi thêm hai quả ngư lôi nữa, và một quả trúng đích đã khiến Shanghai Maru đắm tại tọa độ 13°05′B 121°43′Đ / 13,083°B 121,717°Đ; toàn bộ 45 người trên tàu đều thiệt mạng. Grayling còn gây hư hại cho bốn tàu khác trước khi quay về vào ngày 25 tháng 4.

#### Chuyến tuần tra thứ bảy
Trong chuyến tuần tra thứ bảy từ ngày 18 tháng 5 đến ngày 6 tháng 7, Grayling hoạt động tại vùng biển phía Tây Bắc Borneo. Trên đường đi ngầm đến khu vực tuần tra, nó bị một thủy phi cơ PBY Catalina thuộc Liên đội Tuần tra VP-101 tấn công với một quả mìn sâu trong Ấn Độ Dương, tại tọa độ 17°N 115°Đ / 17°N 115°Đ, nhưng quả mìn đã không kích nổ. Tại vùng biển về phía Đông bán đảo Malaya vào ngày 22 tháng 6, nó gây hư hại cho tàu chở hàng Eiyo Maru (8.973 tấn) cùng hai tàu nhỏ khác trước khi kết thúc chuyến tuần tra tại Fremantle vào ngày 6 tháng 7.

#### Chuyến tuần tra thứ tám và bị mất
Xuất phát từ Fremantle, Australia cho chuyến tuần tra thứ tám, cũng là chuyến cuối cùng, Grayling đã hai lần ghé đến bờ biển Philippines để chuyển giao thiết bị và hàng tiếp tế cho quân du kích Philippine tại Pucio Point, vịnh Pandan, Panay vào các ngày 31 tháng 7 và 23 tháng 8. Vào ngày 27 tháng 8, nó phóng ngư lôi đánh chìm tàu chở hàng Meizan Maru (5.480 tấn) trong eo biển Tablas, tại tọa độ 13°13′B 121°23′Đ / 13,217°B 121,383°Đ. Sau đó chiếc tàu ngầm mất tích kể từ ngày 9 tháng 9, không báo cáo vô tuyến theo quy định vào ngày 12 tháng 9, và mọi nỗ lực liên lạc với nó đều thất bại. Grayling được xem bị mất với tổn thất toàn bộ thành viên thủy thủ đoàn vào ngày 30 tháng 9, 1943.
Tài liệu thu được từ phía Nhật Bản sau chiến tranh cho biết: vào ngày 27 tháng 8, họ chứng kiến một cuộc tấn công bằng ngư lôi, rồi sang ngày hôm sau trông thấy một tàu ngầm đi trên mặt nước, cả hai sự kiện đều diễn ra tại eo biển Tablas; đến ngày 9 tháng 9, phía Nhật Bản trông thấy một tàu ngầm đi trên mặt nước trong vịnh Lingayen. Tất cả đều phù hợp với mệnh lệnh dành cho Grayling là tuần tra tại các lối tiếp cận Manila. Trong ngày 9 tháng 9, tàu chở hành khách-hàng hóa Hokuan Maru báo cáo đã phát hiện một tàu ngầm tại vùng nước nông về phía Tây Luzon. Hokuan Maru có thể đã húc và đánh chìm Grayling.
Giả thiết rằng chiếc tàu ngầm sống sót sau sự kiện này, không có sự kiện nào khác có thể đánh chìm Grayling. Nó có thể mất do tai nạn hoạt động hay một đợt tấn công không được ghi chép lại. Điều chắc chắn là Grayling đã bị mất trong khoảng từ ngày 9 đến ngày 12 tháng 9, có thể trong vịnh Lingayen hay tại các lối tiếp cận Manila.

## Phần thưởng
Grayling được tặng thưởng sáu Ngôi sao Chiến trận do thành tích phục vụ trong Thế Chiến II. Nó được ghi công đã đánh chìm năm tàu Nhật Bản với tổng tải trọng 20.575 tấn.
|  |                           |  |
|  | Silver star · Bronze star |  |

| Dãi băng Hoạt động Tác chiến  |                                                                         |                                      |
| Huân chương Chiến dịch Hoa Kỳ | Huân chương Chiến dịch Châu Á-Thái Bình Dương với 6 Ngôi sao Chiến trận | Huân chương Chiến thắng Thế Chiến II |